# Pachycondyla commutata
Pachycondyla commutata är en myrart som först beskrevs av Julius Roger 1860.  Pachycondyla commutata ingår i släktet Pachycondyla och familjen myror. Inga underarter finns listade i Catalogue of Life.